# Knjige u 1999.
◄◄ | ◄ | 1996. | 1997. | 1998. | 1999.  | 2000. | 2001. | 2002. | ► | ►►
Arhitektura • Astronautika • Astronomija • Biologija • Film • Fotografija • Glazba • Kazalište • Kemija • Kiparstvo • Knjige • Književnost • Kršćanstvo • Meteorologija • Medicina • Planinarstvo • Politika • Pravo • Promet • Slikarstvo • Strip • Šport • Televizija • Znanost • Zrakoplovstvo • Željeznički promet
Knjige u 1999.

## Hrvatska i u Hrvata

### 1, 2, 3, ...
- 22 u hladu, Dalibor Šimpraga. Nakladnik: Celeber. Broj stranica: 218. Beletristika. ISBN 953-96398-7-5

### C
- Crna obavijest, Patricia Cornwell. Prevoditelj: Aleksandra Mišak. Nakladnik: Algoritam. Broj stranica: 392. Krimići i trileri. ISBN 953-645-082-8

### P
- Putem Hrvatskog Državnog Prava, Ante Pavelić, Izdavač: Naklada Darko Sagrak, Zagreb. Broj stranica: 118.

## Vanjske poveznice
|  | Zajednički poslužitelj ima još gradiva o temi Knjige iz 1999. |